# فرودگاه آبی لیک رساو/ویندرمر
فرودگاه آبی لیک رساو/ویندرمر  (به انگلیسی: Lake Rosseau/Windermere Water Aerodrome) یک فرودگاه خصوصی است که یک باند فرود آب دارد. این فرودگاه در کشور کانادا قرار دارد و در ارتفاع ۲۲۶ متری از سطح دریا واقع شده است.